# موريس الكسندر
موريس الكسندر (بالإنجليزية: Maurice Alexander)‏ هو دبلوماسي ومحامي وسياسي بريطاني وبريطاني (وحمل سابقاً جنسية المملكة المتحدة لبريطانيا العظمى وأيرلندا)، ولد في 24 ديسمبر 1889 في كندا، وتوفي في 16 يوليو 1945. حزبياً، نشط في National Liberal Party (UK, 1922) ‏ وحزب العمال والحزب الليبرالي. وقد في الانتخابات العامة في المملكة المتحدة 1922 ‏، انتخب عضو برلمان المملكة المتحدة الـ32 عن دائرة Southwark South East (UK Parliament constituency) ‏ (15 نوفمبر 1922 – 16 نوفمبر 1923).